# عطالله بن عيسى
```
ولد الشاب بن عيسى عطا الله ابن لمبارك بمدينة 
الشارف
، وسجّل في قائمة مواليد مدينة 
الجلفة
 في يوم السابع من شهر جويلية سنة 1925، أين نشأ وترعرع ودرس إلى غاية حصوله على شهادة كاتب على الآلة الراقنة. وهو ما مكنه من الحصول على منصب عمل كعون راقن في الإدارة العسكرية الفرنسية بداية الأربعينات، حيث عمل في كل من ولايتي الجلفة وغرداية. ومع اشتداد أتون الحرب العالمية الثانية ولجوء فرنسا إلى التجنيد الإجباري لشباب مستعمراتها وجعلهم وقودا للحرب ضد النازية، عرف الشاب «بن عيسى عطا الله» من مصادره الخاصة بورود اسمه ضمن قوائم التجنيد الإجباري وهو ما أدى به إلى الفرار نحو العاصمة... لتبدأ مسيرته النضالية هناك ويصبح رقما لا يمكن تجاهله ضمن الحركة النقابية الصاعدة.
```

```
بعد حلّ 
حزب الشعب الجزائري
 "PPA" سنة 1939 وتأسيس وريثه الشرعي «
حركة انتصار الحريات الديمقراطية
-MTLD» سنة 1946، انخرط الشاب «بن عيسى عطا الله» في النشاط النقابي والسياسي حيث كان يشغل منصب مقتصد بمستشفى «بارني» بحسين داي، حاليا اسمه مستشفى «نفيسة حمود»، وفي نفس الوقت رئيسا لنقابة عمال المستشفيات بالجزائر العاصمة. وبهذه الصفة انخرط النقابي «بن عيسى» في «اللجنة المركزية للشؤون الإجتماعية والنقابية –CCASS» لحركة انتصار الحريات الديمقراطية سنة 1947. حيث كانت هذه اللجنة تضم في عضويتها كلا من: الرئيس «
عيسات ايدير
» بصفته نقابي واطارا في «الورشات الصناعية الجوية» بالدار البيضاء، «رابح جرمان» بصفته رئيس نقابة عمال الميناء «الدوكرز»، «بن عيسى عطا الله» بصفته عضو المنظمة الخاصة "O.S" ومسؤول نقابة عمال المستشفيات، «بوعلام بورويبة» بصفته مستشارا بلديا وعضو نقابة عمال السكة الحديدية بالعاصمة، «ادريس أوجينة» و«بشيري شارف» و«رمضاني محمد». وقد حافظت هذه اللجنة على عضويتها في «الكونفدرالية العامة للعمال-CGT» التي كانت تمثل المركزية النقابية الفرنسية التي تغطي كلا من الجزائر وفرنسا.
```

```
وفي سنة 1952، شاركت اللجنة النقابية لحركة انتصار الحريات الديمقراطية في مؤتمر الاتحاد العام للعمال التونسيين-UGTT" وقد تمت دعوة النقابيين الجزائريين لحركة انتصار الحريات الديمقراطية بفضل العلاقات التي كانت تربط النقابيين التونسيين مع الشهيد "عيسات ايدير"، حيث كلف هذا الأخير كلا من "رابح جرمان وبن عيسى عطا الله" بالسفر إلى تونس.
```

```
في سنة 1953، وبمناسبة انعقاد مؤتمر حركة انتصار الحريات الديمقراطية بالجزائر العاصمة أيام 04,05,06 آفريل، تم تبني قرار بتأسيس مركزية نقابية جزائرية مستقلة تماما عن «الكونفدرالية العامة للعمال-CGT» حيث شارك في المؤتمر كل من النقابيين «بن عيسى عطا الله، عيسات ايدير، بوعلام بورويبة، رابح جرمان».
```

```
كما سافر في أواخر سنة 1955 رفقة نقابيين آخرين (02)، وعلى حسابهم الخاص، إلى العاصمة الفرنسية باريس ممثّلا عن 
جبهة التحرير الوطني
 FLN رفقة «بوعلام بورويبة ورابح جرمان» من أجل ربط اتصالات مع «الكونفدرالية العالمية للنقابات الحرّة-CISL»، حيث ساهم ابن الجلفة «عطا الله» في تأسيس «ودادية العمال الجزائريين بفرنسا» رفقة فيدرالية الأفلان بفرنسا والتي كان لها لاحقا الدور الكبير في جمع التبرعات للثورة الجزائرية.
```

```
وبعد انقسام حركة انتصار الحريات الديمقراطية إلى فصيلين اثنين«المصاليون، المركزيون»، جنح المصاليون إلى تأسيس نقابة عمالية برئاسة «محمد رمضاني» تحت اسم «اتحاد نقابات العمال الجزائريين- USTA» بتاريخ 16 فيفري 1956، وكردّ فعل على ذلك قام «
بن يوسف بن خدة
 
وعبان رمضان
» بتكليف كل من «بوعلام بورويبة، عيسات ايدير، بن عيسى عطا الله، رابح جرمان» بتأسيس مركزية نقابية تابعة للأفلان، وهو ما تم الإعلان عنه أسبوعا بعد ذلك بتاريخ 24 فيفري 1956 بتأسيس «الإتحاد العام للعمال الجزائريين».
```